# 円融院
円融院（えんゆういん、天文18年（1549年） - 没年不詳）は、日本の戦国時代の女性。三浦桃寿丸・宇喜多秀家・容光院（吉川広家室）らの母。三浦貞勝、宇喜多直家に嫁ぎ、一説に豊臣秀吉の側室的な存在だったともいうが、定かではない。

## 名前
確かな史料からは尊称としての「大方殿」、院号の「円融院」が知られている。実名については従来「お鮮」「お福」「太万」など諸説があったが、「お鮮」は後述する「法鮮」銘五輪塔の法名からの連想で、また「太万」は貴人の母の尊称である「大方」の誤記から生じたものと考えられる。残る「お福」は文禄2年（1593年）、朝鮮へ出陣中だった宇喜多秀家の釜山帰陣を報じた豊臣秀吉書状（葉上文書）の宛名が「ふく」であることを根拠とするものだが、宛名がただ「ふく」とのみあることは、書札礼法上秀家の母とするには不審だとの指摘がなされており、結局のところ実名は不明とするほかない。一説に号と伝わる「備前殿」も確かなものとはいえないという。

## 生年
古来推測に基づく様々な見解が出されてきたが、今日では吉田兼見の日記『兼見卿記』の記事から天文18年（1549年）にほぼ確定したと考えられている。

## 出自
三浦氏や鷹取氏、船津氏など諸説がある。

## 来歴
- 永禄2年（1559年）ごろに美作高田城主、三浦貞勝に嫁いだとみられる。
- 永禄8年（1565年）、夫が三村家親に攻められ自刃。その間に生まれた嫡子・桃寿丸と共に落ち延びたのち、備前沼城主、宇喜多直家と再婚。
- 元亀3年（1572年）、のちの五大老の一人となる宇喜多秀家を産む。

## 没年および法名について
円融院は文禄3年（1594年）に没し法鮮尼と呼ばれたとの説が広く普及しているが、これは「法鮮」銘五輪塔（岡山市徳吉町）や某寺の過去帳に法鮮を「宇喜多氏御前」とすることに基づくものである。しかし実際には円融院が慶長5年（1600年）以降も生存していたことが自筆書状（焼失、備前難波文書）から明らかになっている。
そこで同塔を生前の逆修墓とする見解もあるが、これも当時のイエズス会士の書簡に当時「宇喜多左京亮」を名乗っていた坂崎直盛の室「宇喜多氏御前」が岡山で病死したとの記述があり、時期的にも符合することから、これをこの女性に比定するのが妥当との見解が近年出されるに至っている。

## 演じた俳優
- 愛に燃える戦国の女（1988年） - 三田佳子（役名はおふく）
- 秀吉 (NHK大河ドラマ)（1996年） - 高瀬春奈（役名はお福）
- 軍師官兵衛 (NHK大河ドラマ)（2014年） - 笛木優子（役名はお鮮）